# Phasmolia elegans
Phasmolia elegans Zhang & Maddison, 2012 è un ragno appartenente alla famiglia Salticidae.
È l'unica specie nota del genere Phasmolia.

## Distribuzione
Gli esemplari di questa specie sono stati rinvenuti in Nuova Guinea.

## Tassonomia
Per la determinazione delle caratteristiche di questo genere sono stati esaminati gli esemplari di P. elegans Zhang & Maddison, 2012.
Dal 2017 non sono stati esaminati altri esemplari, né sono state descritte sottospecie al 2022.